# Pallene (demo)
Pallene (in greco antico: Παλλήνη?, Pallḕnē) era un demo dell'Attica a circa 20 km a nord-est di Atene. Si trovava presso la moderna Pallene, appena a sud del monte Pentelico, sulla strada tra Maratona ed Atene.

## Mitologia
Il demo prese il nome da Pallante, figlio di Pandione II, il quale, insieme ai Pallantidi, si oppose alla salita al trono di Teseo dopo la morte di Egeo. Pallante, marciando da Sfetto verso Atene, aveva posto una divisione a Gargetto, sotto il comando dei suoi figli, per tendere un agguato a Teseo. Poiché l'araldo Leo di Agnunte tradì i congiurati, provocando l'ira di Teseo, che massacrò i nemici, venne posto il divieto di matrimonio con la gente di Agnunte come simbolo dell'inimicizia tra questi due demi.
Si raccontava che il demo fosse il luogo dove Iolao era ringiovanito ed aveva iniziato la ricerca di Euristeo quando questo aveva cercato di condurre gli Eraclidi fuori dall'Attica; secondo la tradizione la tomba di Euristeo si trovava proprio a Pallene.

## Storia
Dal momento che Strabone nomina solo undici delle dodici città della dodecapoli di Cecrope, si è a lungo ritenuto che Pallene fosse la dodicesima; tuttavia oggi si pensa che quella mancante sia la stessa Atene.
Quando Pisistrato salì al potere per la terza volta, nel 546 a.C. circa, tornò dall'esilio con un grande esercito di mercenari e, mentre gli Ateniesi non si rendevano conto della minaccia, si accampò presso il tempio di Atena Pallenide, dove si erano fermati anche i soldati cittadini; qui, con un attacco a sorpresa, il tiranno sconfisse gli Ateniesi. Dopo la vittoria Pisistrato mandò i suoi figli a caccia dicendo loro che non avevano più nulla da temere. In seguito il tiranno disarmò il popolo e rimase sul trono, insieme ai suoi figli che ne furono i successori, fino al 510 a.C., anno della caduta della tirannide per opera degli Alcmeonidi.
Nel 2001 Pallene contava 33 611 abitanti.

## Descrizione
Pallene era il centro di una confederazione religiosa conosciuta come "Lega di Atena Pallenide": i principali demi di quest'alleanza, oltre Pallene, erano Gargetto, Acarne e Peonide, ma non si esclude la presenza di altre località. Clistene collocò questi quattro demi in quattro tribù e trittie diverse apposta per minare il potere della lega religiosa, che, come tante altre, era nelle mani dell'aristocrazia.
Nel V secolo a.C. a Pallene era presente anche un tempio di Ares, che fu smantellato e spostato nell'agorà di Atene in epoca romana.